# Balanin des noisettes
Pour les articles homonymes, voir Balanin (homonymie).
Espèce
Curculio nucum L., en langue vernaculaire, le Balanin des noisettes, est une espèce d'insectes  (charançons) de la famille des curculionidés. C'est un coléoptère répandu en Europe, jusqu'au Caucase, et en Asie mineure, puis au Proche-Orient, jusqu'en Syrie, ainsi qu'en Afrique du Nord (Algérie notamment).

## Description

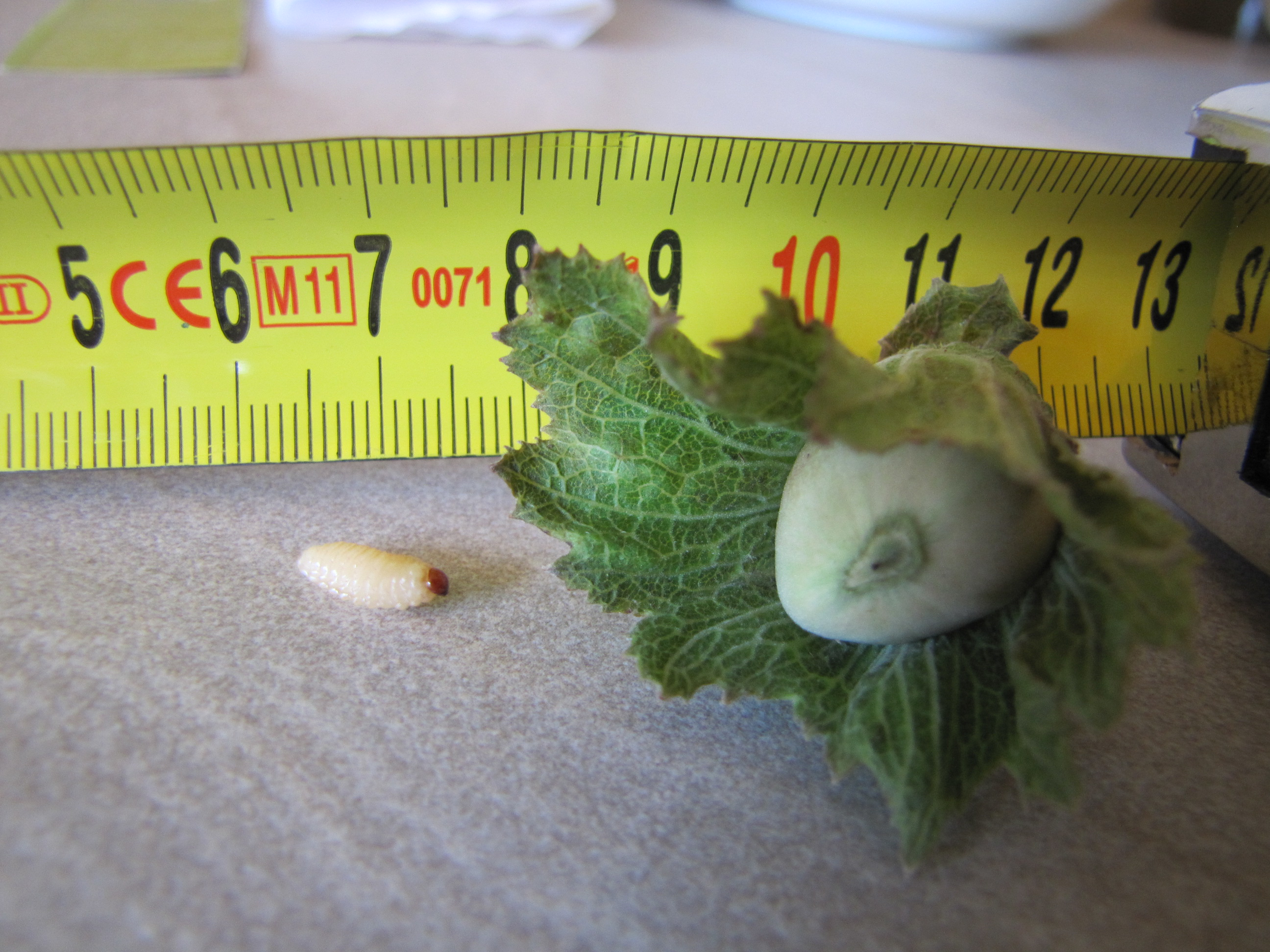
Larve du balanin des noisettes.

L'adulte mesure 12 mm environ. Le corps est de couleur brune, recouvert de poils et d'écailles fines de couleur beige. Il a de gros yeux noirs et un long rostre très incurvé, faisant un tiers de la longueur totale du corps, portant à son extrémité de petites mandibules et au milieu duquel se trouvent deux antennes coudées.

## Résumé du cycle de vie
Le développement s’effectue principalement au cours d’un cycle de vie de 2 à 4 ans. L'insecte passe une majeure partie de sa vie sous terre sous forme larvaire. 
Pendant la belle saison, l'adulte peut se nourrir sur les différentes parties végétales du noisetier, des bouquets de jeunes noisettes aux noisettes plus matures. Les adultes réalisent des piqures de nutritions et des piqures de pontes. Les différentes attaques provoquent plusieurs types de symptômes: des chutes de fruits aux avortements (noisettes vides) et amandon rabougris. L'insecte perçoit les composés odorants de la noisette à l'aide de ses antennes. Un œuf pondu dans une noisette, vers la fin juillet-début août, éclot au bout d’une semaine. Les larves se nourrissent sur l'amandon pendant environ un mois. La noisette tombe à terre et la larve sort de la noisette par un petit trou rond qu'elle aura foré à l'aide de ses mandibules. Elle s’enfouit sous terre dans une petite logette où elle passera l’hiver en diapause, pendant 2 à 4 ans.  
Au printemps, la larve se mue en nymphe puis en un insecte imago (adulte). Après accouplement des mâles et femelles, ces dernières pondent dans les jeunes noisettes en cours de maturation.

## Comportement
Les insectes adultes émergent au printemps du sol où ils ont hiverné. 
Ils causent de grands dégâts aux noisetiers en dévorant  les bourgeons, les feuilles et en perforant l'écale des noisettes non encore mûres. La femelle pond dans les jeunes noisettes en cours de maturation, un seul œuf par noisette, vers la fin juillet - début août. Au prix d’un travail laborieux, la femelle perfore l’enveloppe plus ou moins boiseuse d’un fruit avec son rostre. Via ce trou, elle dépose un œuf avec un ovipositeur étonnant, dévaginable, corné, rigide qui occupe toute la longueur du corps.
Une seule femelle peut pondre de jusqu’à 20 à 30 œufs. 
Une semaine après la ponte, les larves éclosent et commencent à se nourrir à l'intérieur de la noisette. Elles y passent environ un mois, mangeant presque toute la noisette. Celle-ci tombe alors avant sa maturité. Prise sur la main, la larve mord. 
À la fin de l'été, à son terme, la larve perfore l’enveloppe extérieure du fruit et s’extirpe non sans mal d’un trou étonnamment petit pour sa taille. Elle s'enfouit dans le sol où elle se confectionne une coque entre les racines du noisetier, à une profondeur de 10 à 15 cm où elle passe l'hiver. Les larves restent en diapause durant l’hiver. Si la majorité des insectes boucle son cycle en un an, chez une proportion non négligeable, la diapause larvaire peut s’étaler sur quatre ans. Cet échelonnement des émergences vise à préserver la pérennité de l’espèce, en limitant l’impact des coups durs climatiques par exemple.
Au printemps suivant, elles se muent en nymphe. La nymphose s’effectue dans le sol, à faible profondeur. De nombreuses larves ne se muent en nymphe qu'au bout de quelques années dans la cellule.
Fécondité moyenne : 25 à 30 œufs. 
Les femelles adultes sont reproductivement immatures à l'émergence et le développement ovarien n'est atteint que 1 à 2 mois plus tard, après la période d'alimentation.

## Traitements

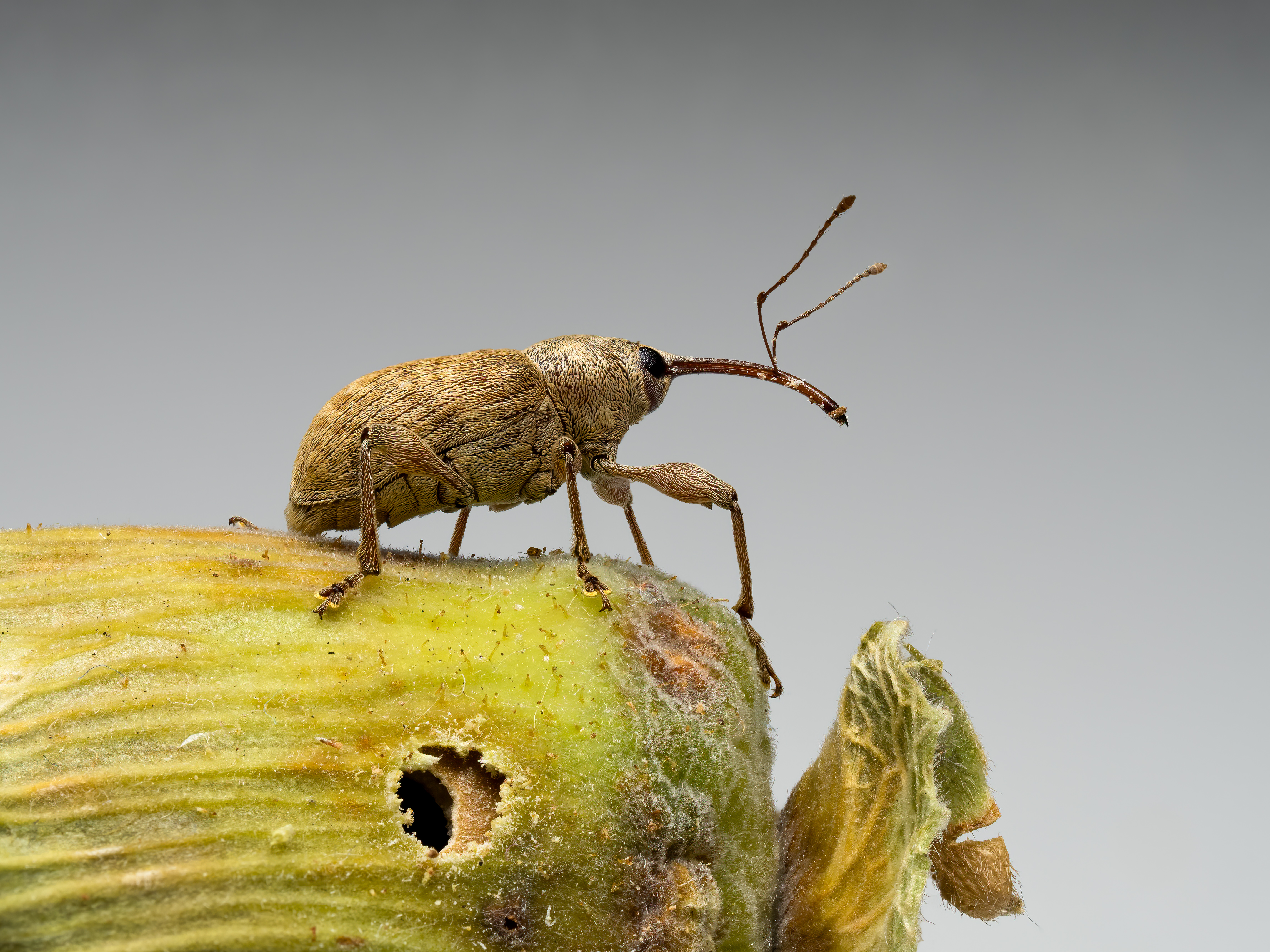
Balanin des noisettes sur une noisette. Août 2022.

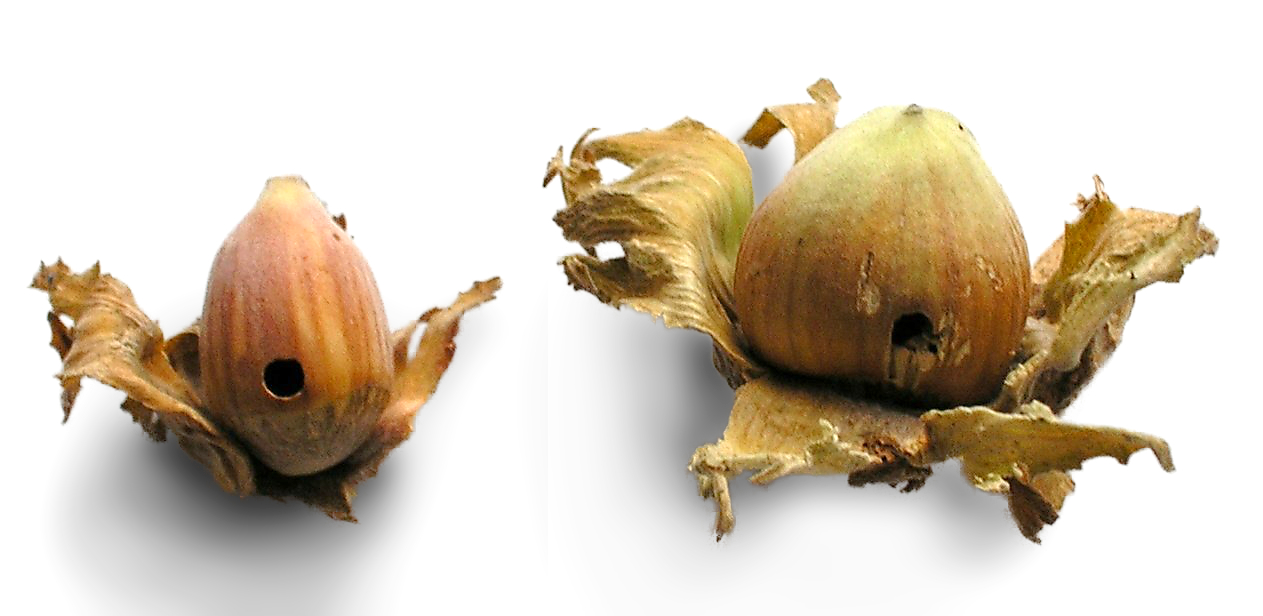
Trous de sortie de larves.

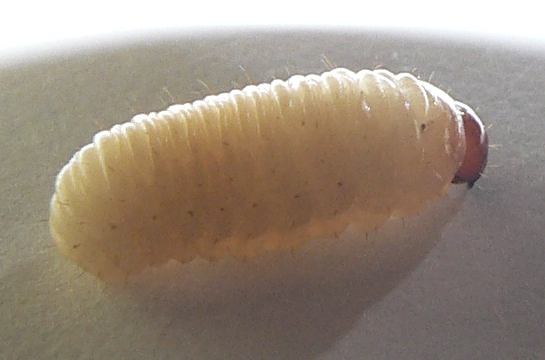
Larve de Curculio nucum.

### Prévention et lutte biologique
- Certains cultivateurs déposent de la glu le long du tronc des noisetiers pour tenter d'empêcher ou au moins de décourager l'insecte de monter dans l'arbre. Les balanins volent très bien et cette aptitude favorise la propagation des espèces. Les balanins adultes sont polyphages et ils tirent leur subsistance du feuillage et des tiges de très nombreuses espèces végétales et arbustives.
- En été, dès la chute des fruits troués, s'ils contiennent encore les larves il est recommandé de les brûler.
- En automne, nettoyer le sol permet de rendre les larves plus accessibles aux oiseaux et plus sensibles au gel.
- Au printemps (de mai à juin), on peut capturer les adultes en secouant l’arbre et en tendant un drap blanc en dessous.
- L’installation d'abris pour les auxiliaires de culture comme des tas de branches, de pierres ou un espace non fauché, favorise la présence des carabes qui consomment les larves[6].
- En agriculture biologique, une macération d'origan permet de lutter contre le balanin et divers autres curculionidae[7].

### Insecticides
- En phyto-sanitaire, seule la lambda-cyhalothrine est autorisée en France, mais celle-ci n'est pas commercialisée sous forme « jardin » pour le grand public[8]. Dans le reste de l'Europe, l'acétamipride est également employé[9].